# Білогорка (Пензенська область)
Білогорка (рос. Белогорка) — село Мокшанського району Пензенської області Росії. Належить до Царевщинської сільради.

## Географія
Білогорка розташоване на території Приволзької височини, на лівому березі річки Шукші, за 7 км на південний схід від адміністративного центру сільради села Царевщина. Відстань до районного центру селища Мокшан — 24,5 км.

## Назва
Назва Білогорка походить від пагорба «Біла Гора», який знаходиться поблизу села.

## Клімат
Клімат села помірно-континентальний, з досить м'якою зимою зі снігопадами та відлигами й тривалим літом.

## Історія
Село засноване у 1767 році вихідцями з села Царевщина. Входило до складу Царевщинської волості Мокшанського повіту.
У 1795 році село було у власності княгині Катерини Довгорукої. Дерев'яна церква Михайла Архангела побудована була у 1867 році. В кінці XIX століття у селі налічувалося 116 старообрядців, була земська школа.
У 1892 році в селі закладено нову муровану церкву, яку було збудовано у 1912 році.

## Населення
Станом на 2014 рік населення села Білогорка становило 6 осіб.
| 1795 | 1877   | 1897  | 1912  | 1930   | 1959  | 1979  | 1989  | 1996 | 2002 | 2004 | 2010 | 2014 |
| 259  | ↗ 1166 | ↘ 991 | ↘ 830 | ↗ 1387 | ↘ 187 | ↗ 346 | ↘ 124 | ↘ 52 | ↘ 49 | ↘ 15 | ↘ 13 | ↘ 6  |